# آزمایش بار
آزمایش بار (به انگلیسی: Load testing) مقاومت سنگ ،یک مشخصهٔ مهم از سنگ است و یک آزمایش اندیس مقاومت راحت و سریع و لازم است. آزمایش فشاری تک محوری به صورت گسترده برای طبقه‌بندی مقاومتی سنگ مورد استفاده قرار می‌گیرد اما آماده‌سازی نمونه مشکل است و دقت بالایی می‌خواهد و بنابراین روش کندی است و البته ضرورتاً در آزمایشگاه انجام می‌شود. به عنوان مثال، آزمایش چکش اشمیت سریع است و می‌تواند در منطقه مورد استفاده قرارگیرد اما متأسفانه نتایج آن به تغییرات مقاومت غیرحساس است و به شدت از روش آزمایش تأثیر می‌گیرد.[۱]
Broch و Franklin در تحقیقات خود برای یافتن آزمایشی مناسب در مورد اندیس مقاومت، یک گروه منحصربه‌فرد به نام آزمایش بار نقطه‌ای را که به نظر مناسب می‌رسید را بدست آوردند. از این آزمایش ها قبل از آن تنها برای کارهای تحقیقاتی استفاده می‌شد اما لازم بود تا به آزمایشی قابل استفاده در محل تبدیل شود به منظور روشی قابل حمل.[۱] آزمایش بار نقطه‌ای برای فراهم کردن یک آزمایش سریع و قابل حمل برای مقاومت سنگ طراحی شد و که با قرار گرفتن نمونه بین دو مخروط کروی انجام می‌شود و نمونه تحت ترک‌های کششی شکسته می‌شود.[۲]
در این نوشته ابتدا به معرفی آزمایش، انواع آن و دستگاه انجام آزمایش پرداخته می‌شود و بعضی از پیشنهادهای International Society of Rock Mechanics (ISRM) در مورد آزمایش آورده خواهد شد و در نهایت تأثیر دو پارامتر تورق(Foliation) و تخلخل(porosity) روی ارتباط مقاومت فشاری تک محوری (Uniaxial Compressive Strength) و اندیس بار نقطه ای(Is) خواهد آمد.

## آزمایش بار نقطه ای(Point Load Test)
تعیین مقاومت سنگ با استفاده از این روش به سال ۱۹۶۰ میلادی برمی‌گردد، زمانی که پروتودیاکنف برای اولین بار این آزمایش را برای نمونه¬های نامنظم انجام داد و پس از آن توسط Franklin و Broch در سال ۱۹۷۲ میلادی به عنوان روشی کارا و مناسب برای طبقه‌بندی مقاومتی سنگ به کار رفت که بر اساس تنش¬های کششی در سنگ گسیختگی ایجاد می‌کند.[۱٬۳] پس از آن‌ها تحقیقاتی توسط .Guidicini et al (۱۹۷۳)، Bieniawski (۱۹۷۴)، Brook (۱۹۷۷)، Greminger (۱۹۸۰) و Forster (۱۹۸۳) انجام شد تا این آزمایش را به روشی کارا و مؤثر برای طبقه‌بندی ماده ی سنگ در مکانیک سنگ تبدیل سازند.[۳٬۴] آزمایش بار نقطه‌ای در محل روی نمونه‌های سنگی نامشخص و بدون آماده‌سازی قبلی با استفاده از وسیله‌ای قابل حمل انجام می‌شود. در حقیقت این آزمایش شامل فشرده شدن قطعه‌ای از سنگ بین دو نقطه انجام می‌شود.
آزمایش مقاومت بار نقطه‌ای به عنوان یک اندیس برای طبقه‌بندی مقاومت ماده ی سنگ تعریف شده‌است و البته می‌توان از آن برای پیش‌بینی سایر پارامترهای مقاومتی همچون مقاومت فشاری و کششی استفاده کرد[۶] و البته از ویژگی‌های آن است که به تغییرات اندازه و شکل نمونه نسبت به سایر آزمایش‌های مقاومتی وابستگی کمتری دارد.[۳]
دستگاه¬های این آزمایش شامل یک قاب صلب، دو مخروط کروی که بار نقطه‌ای را وارد می‌کند، یک تلمبه ی هیدرولیکی با فشار سنج و یک وسیله ی اندازه‌گیری فاصله ی بین نقاط بارگذاری است.[۲] سیستم بارگذاری باید به اندازه‌ای صلب باشد تا بتواند مشکلات ناشی از لغزش مربوط به نامنظم بودن نمونه را رفع کند. مخروط‌هایی که بار را به نمونه وارد می‌کند بایستی یکسری شرایط را داشته باشد از جمله اینکه باید بتواند بار لازم برای گسیختگی را تأمین کند و در اثر بار وارده هیچگونه تغییر شکل و کج شدگی نداشته باشد به نحوی که پس از آزمایش‌های متوالی محور دستگاه دچار انحراف بیش از ۲/۰ میلی‌متر نشود.[۶] هندسه ی جزء بارگذاری دارای یک قسمت استوانه‌ای که یک مخروط با نوک کروی به آن متصل است. زاویه ی نوک مخروط برابر ۶۰ درجه و شعاع کره ی انتهای آن ۵ میلی‌متراست.
سیستم اندازه‌گیری بار که به پیستون واردکننده ی بار متصل است و باید به نحوی باشد که بتواند بار وارده در لحظه ی شکست را ثبت کند. دقت این سیستم باید با حداکثر ۵٪ خطا باشد و نیز باید نسبت به شوک‌های هیدرولیکی و لغزش مقاوم باشد و مقادیری که ثبت می‌کند به علت این عوامل دچار نوسان نشود. سیستم اندازه‌گیری فاصله به عنوان یک مقیاس مستقیم خواندن فاصله بین دو نقطه‌ای که نیرو وارد می‌شود است. اندازه ی D باید با حداکثر ۲٪ خطا ثبت شود که این مقدار وابسته به اندازه ی نمونه نیست. این سیستم هم باید همانند سیستم ثبت نیرو نسبت به شوک‌ها مقاوم باشد.[۶]
آزمایش بار نقطه‌ای برای انواع شکل‌های نمونه‌ها انجام می‌شود و همین خصوصیت است که آن را نسبت به آزمایش مقاومت فشاری تک محوری متمایز می‌کند.[۷] این آزمایش به سه دسته ی کلی تقسیم می‌شود:[۱]
- آزمایش قطری
- آزمایش محوری
- آزمایش روی نمونه‌های نا منظم

برای هر کدام از آزمایش‌های فوق بایستی یکسری قوانین را برای انتخاب نمونه و در هنگام قرار دادن نمونه داخل دستگاه رعایت کنیم که برای هر آزمایش به صورت مجزا در ادامه این قوانین ذکر خواهد شد.
۱. آزمایش قطری: باید نمونه دارای قطر ۵۰ میلی‌متر باشد و به علت محدودیت در اندازه ی نمونه‌های حاصل از مغزه‌گیری طول L تا جایی که ممکن است کوچک باشد. به این منظور نمونه‌های مختلف ماسه سنگ و دولریت انجام شد و نتیجه آن شد که نسبت، به عبارتی کوچکترین طول که یک نمونه می‌تواند داشته باشد برابر با قطر آن است و نمونه‌های با طول کمتر مقاومتی کمتر از واقعیت نشان می‌دهند البته این مقدار مربوط به نمونه‌های همسانگرد است و برای نمونه‌های غیر همسانگرد بایستی مقدار را رعایت کنیم.
۲. آزمایش محوری: برای این آزمایش اگر نمونه‌ها با نسبت طول به قطر ۳/۰ تا ۱ باشد مناسب است، علاوه بر این، پارامتر دیگری به نام شکل که نسبت طول به قطر نمونه‌است هم در نتیجه ی نهایی مؤثر است. بدین صورت که هرچه نمونه طویل تر باشد و نازک تر باشد دارای مقاومت کمتری است تا نمونه‌های کوچک با قطر زیاد. در نهایت اینکه مقدار استاندارد نسبت طول به قطر نمونه برابر با ۱/۱ با حداکثر خطای ۰۲/۰٪.
۳. آزمایش روی نمونه‌های نامنظم: در مواقعی که مغزه‌های حفاری موجود نباشد یا منطقه دارای هوازدگی باشد که مغزه ی کامل حاصل نشود و به خصوص قبل از حفاری برای مشخص شدن مقاومت سنگ‌های منطقه آزمایشی قابل توجه‌است. بایستی نمونه با قطری حدوداً ۵۰ میلی‌متر و نسبت بزرگترین قطر به کوچکترین قطر آن ۱ تا ۴/۱ باشد؛ و البته برای نمونه‌های دارای لایه بندی و شیستوزیته بایستی آزمایش را برای ضعیف‌ترین و قویترین جهت نمونه انجام دهیم. [۱]